# Радунці
Раду́нці (болг. Радунци) — село в Старозагорській області Болгарії. Входить до складу общини Миглиж.

## Населення
За даними перепису населення 2011 року у селі проживали 38 осіб.
Національний склад населення села:
| Національність   | Кількість осіб | Відсоток |
| ---------------- | -------------- | -------- |
| болгари          | 32             | 84,2%    |
| турки            | 5              | 13,2%    |
| Всього відповіли | 38             |          |

Розподіл населення за віком у 2011 році:
Динаміка населення: